# اطلاع‌رسانی!
خبرچین! (به انگلیسی: The Informant!) فیلمی محصول سال ۲۰۰۹ و به کارگردانی استیون سودربرگ است. در این فیلم بازیگرانی همچون مت دیمون، اسکات باکولا، جوئل مک‌هال، ملانی لینسکی، آن داود، توماس ویلسون، ریک اورتون، آلن هاوی، پتن اسوالت، اسکات ادسیت، ادی جمیسن، کلنسی براون، آردن میرین، تونی هیل، اندی دالی، فرانک ولکر، کندی کلارک، دیک اسموترس، تام اسموترس، ریچارد استیون هورویتز، پل اف. تامپکینز ایفای نقش کرده‌اند.
خلاصه داستان:
فیلم خبرچین The Informant 2009 براساس داستانی واقعی روایت شده و در مورد یک مدیر اجرایی در شرکت آرچر دنیلز میدلند به نام مارک ویتکر (با بازی مت دیمون) است که پس از افشای تاکتیک‌های غیرقانونی شرکت به پلیس، به یک خبرچین تبدیل می‌شود. حال مارک تصور می‌کند که به عنوان قهرمان مردم عادی مورد تحسین قرار گرفته و به او ترفیع داده می‌شود اما…